# Бабинское (озеро, Калмыкия)
Бабинское (устар. Пролив Бабинский, Проран Бабинскій) — озеро южной окраины дельты Волги на юго-востоке Республики Калмыкия, располагается в северо-восточной части Лаганского района, на территории Красинского сельского поселения в 4 км от села Красинское.

## Описание
Озеро находится на высоте 26 метров ниже уровня моря, с которым сообщается через протоку.
Озеро имеет вытянутую, большей частью в широтном направлении, форму. Подвержено зарастанию. У западной оконечности озера проходит Каспийский канал.
На востоке северного побережья озера находится двор Бабинский.

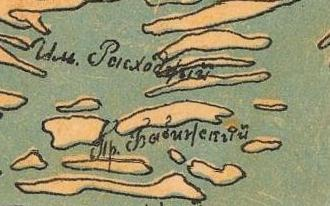
Пролив Бабинский на карте Автономной Калмыцкой области 1921 года

## История
Ещё в начале XX века озеро представляло собой один из многочисленных проливов среди островов северо-западного побережья Каспийского моря.
В конце 60-х и начале 70-х годов XIX века, согласно сведениям Астраханского статкомитета, на проливе Бабинском промысел вели ватаги купца-рыбопромышленника Кононова.

## Охрана
Большая часть озера с 1975 года входит в состав Каспийского природного заказника регионального значения.

## Комментарии
1. ↑  Проран — в северной части Каспийского моря — пролив между двумя соседними косами или намывными островками[7].